# La Joya, Tlacuilotepec
La Joya är en ort i Mexiko.   Den ligger i kommunen Tlacuilotepec och delstaten Puebla, i den sydöstra delen av landet, 160 km nordost om huvudstaden Mexico City. La Joya ligger 779 meter över havet och antalet invånare är 125.
Terrängen runt La Joya är huvudsakligen kuperad, men åt sydväst är den bergig. Runt La Joya är det ganska tätbefolkat, med 160 invånare per kvadratkilometer. Närmaste större samhälle är Xicotepec de Juárez, 15,8 km söder om La Joya. Omgivningarna runt La Joya är en mosaik av jordbruksmark och naturlig växtlighet.